# Christian Wulff
Christian Wilhelm Walter Wulff (Osnabrück, Baja Sajonia, 19 de junio de 1959) es un político alemán, miembro de la Unión Demócrata Cristiana de Alemania. Fue presidente de Alemania desde el 30 de junio de 2010 hasta el 17 de febrero de 2012, cuando presentó su dimisión al ser investigado por corrupción y tráfico de influencias. En febrero de 2014 fue absuelto de todos los cargos por el tribunal que lo juzgó.

## Biografía
Después de terminar el bachillerato (en 1980) realizó sus estudios superiores de Derecho en la Universidad de Osnabrück entre 1980 y 1986. Un año más tarde sacó adelante su primer examen jurídico del Estado, para aprobar el segundo en 1990.
Desde 1990 estuvo trabajando como abogado en la ciudad de Osnabrück, puesto del que se encontraba en excedencia por ejercer su carrera política.
En 2008 se casó por segunda vez, con Bettina Körner.

## Vida política

### En la CDU
Desde 1978 hasta 1980 asumió la presidencia federal de la Schüler Union, una asociación de alumnos conectada a la CDU/CSU. Fue miembro del comité directivo de la Junge Union (asociación juvenil de la CDU/CSU) entre 1979 y 1983. Entre 1983 y 1985 fue presidente de la Junge Union en el estado federal de Baja Sajonia.
Desde 1984 es miembro del comité director regional de la CDU en Baja Sajonia.
En 1994, con treinta y cinco años de edad, Christian Wulff se hizo cargo de la dirección del partido en el estado federado de Baja Sajonia, cargo que tuvo hasta 2008. En 1998 fue designado uno de los cuatro vicepresidentes federales de la CDU.
Fue reemplazado como presidente regional de la CDU en 2008 por David McAllister.

### En las instituciones
Elegido para formar parte del consejo municipal de Osnabrück en 1986 —donde estuvo durante quince años—, en 1989 fue ascendido al frente del grupo municipal de la CDU, cargo que dejaría cinco años más tarde.
En 1994 fue elegido diputado regional en el Landtag (parlamento) de Baja Sajonia tras las elecciones estatales en las que se presentó como candidato a ministro presidente, perdiendo ante Gerhard Schröder por 81 frente a 67 escaños de los 161 disponibles. Más tarde fue nombrado presidente de la CDU.
Este mismo duelo se repitió en las urnas el 1 de marzo de 1998, perdiendo de nuevo ante Schröder, que consiguió 83 de los 157 escaños, frente a los 62 de la CDU. Finalmente, el 2 de febrero del 2003 (ver Elecciones estatales de Baja Sajonia de 2003) obtuvo el 48 % de los votos: 91 escaños de los 183. El 4 de marzo fue nombrado ministro presidente de Baja Sajonia en el Landtag, sucediendo a Sigmar Gabriel, gracias a una coalición negro-amarilla (CDU-FDP). David McAllister le sucedió en la presidencia del grupo parlamentario.
Como personalidad política popular, su nombre fue uno de los que se mencionaron para ser el candidato de la CDU-CSU como canciller alemán. Sin embargo, tras la anticipación de las elecciones federales el 18 de septiembre de 2005, anunció que no se presentaría como candidato, declarando que no había completado aún su primer mandato regional. La votación no tuvo un ganador claro y su nombre surgió de nuevo como alternativa a Angela Merkel para una posible coalición con el objetivo de gobernar el país.
Ocupó la presidencia de la conferencia de ministros presidentes alemanes entre 2006 y 2007.
El 27 de enero de 2008 ganó las elecciones regionales con un 42 % de los votos y 68 de los 152 diputados. Renovó su coalición con los demócratas-liberales, iniciando su segundo mandato el 26 de febrero.

### Presidente de Alemania
Tras la renuncia de Horst Köhler como presidente de Alemania en mayo de 2010, se perfiló como sucesor al contar con el apoyo de la coalición gubernamental, que logró 625 votos de los 1244 de la Asamblea Federal. El 30 de junio de ese mismo año fue elegido Bundespräsident (presidente federal), siendo el más joven hasta la fecha en asumir el cargo.
El 17 de febrero de 2012 dimitió de su cargo después de que la fiscalía de Hannover pidiera al Bundestag el levantamiento de su inmunidad para investigar posibles casos de corrupción y tráfico de influencias durante su etapa como ministro presidente de Baja Sajonia, incluyendo obtención de un crédito privado en condiciones ventajosas, vacaciones con su familia pagadas por empresarios y financiación electoral irregular. Wulff reconoció haber cometido errores, pero defendió haber actuado dentro de la ley.
El 27 de febrero del año 2014 fue absuelto de todas las acusaciones por el tribunal de Hannover que lo juzgaba.